# Francesc Rigol Alsina
Francesc Rigol Alsina   (Barcelona, 16 de març de 1940 - 18 d'agost de 2010) va ser un dibuixant il·lustrador.

## Biografia
Rigol, va néixer a Barcelona el 16 de març de 1940, des de molt menut ja tenia la necessitat de dibuixar. Quan va ser adult va estudiar dibuix humorístic per correspondència, al mateix temps que treballava en una altra feina aliena al dibuix. Un altre de les seves aficions fou la música, i va estudiar solfeig i piano.
L'any 1961 es va iniciar professionalment com a il·lustrador i dibuixant de llibres infantils, jocs didàctics, felicitacions nadalenques, calendaris de butxaca i d'altres relacionats amb el dibuix i l'art. Per l'editorial Vilcar va il·lustrar contes encunyats de la col·lecció Las aventuras de Angelino y Demoniete.
L'any 1972 va començar la seva col·laboració a la revista TBO amb la sèrie Letras, números y cía, i al seu suplement, Especial TBO num.11 El Habichuelo.
Va col·laborar en diverses editorials com; Ibero Mundial de Ediciones, el 1970, a la revista d'humor Mata Ratos, i a Club de l'humor per l'editorial Bruguera, el 1976 a la publicació infantil Arco Iris, i a la dècada dels vuitanta a Cole·Cole i a Tio Vivo.
El 1977 va crear la sèrie L'espion de l'émir - Gep 'Allah Barraca per l'editorial francesa Editions de Saxe. Aquesta sèrie la va publicar la mateixa editorial en castellà amb el nom de Yalahas Piff Iado.
Francesc Rigol va ser un il·lustrador que es va especialitzar en llibres per a nens. Algunes de les seves publicacions són Las Formas, Los colores, Los números i Los contrarios de la sèrie "Aprendo con Dan y Din" y "Ada y Max".
Rigol ha treballat principalment com a artista d'agència, entre d'altres a través de Comicon ubicada a Barcelona.